# Comuna Crucea, Constanța
Crucea este o comună în județul Constanța, Dobrogea, România, formată din satele Băltăgești, Crișan, Crucea (reședința), Gălbiori, Stupina și Șiriu.

## Demografie
Componența etnică a comunei Crucea
     Români (90,17%)
     Alte etnii (2,39%)
     Necunoscută (7,44%)
Componența confesională a comunei Crucea
     Ortodocși (88,8%)
     Musulmani (2,09%)
     Romano-catolici (1,26%)
     Alte religii (0,2%)
     Necunoscută (7,64%)
Conform recensământului efectuat în 2021, populația comunei Crucea se ridică la 3.010 locuitori, în creștere față de recensământul anterior din 2011, când fuseseră înregistrați 2.945 de locuitori. Majoritatea locuitorilor sunt români (90,17%), cu o minoritate de romi (0,37%), iar pentru 7,44% nu se cunoaște apartenența etnică. Din punct de vedere confesional, majoritatea locuitorilor sunt ortodocși (88,8%), cu minorități de musulmani (2,09%) și romano-catolici (1,26%), iar pentru 7,64% nu se cunoaște apartenența confesională.

## Politică și administrație
Comuna Crucea este administrată de un primar și un consiliu local compus din 11 consilieri. Primarul, Iulian Tudorache[*], de la Partidul Național Liberal, este în funcție din octombrie 2020. Începând cu alegerile locale din 2024, consiliul local are următoarea componență pe partide politice:
|  | Partid                          | Consilieri | Componența Consiliului | Componența Consiliului | Componența Consiliului | Componența Consiliului | Componența Consiliului | Componența Consiliului | Componența Consiliului | Componența Consiliului |
|  | ------------------------------- | ---------- | ---------------------- | ---------------------- | ---------------------- | ---------------------- | ---------------------- | ---------------------- | ---------------------- | ---------------------- |
|  | Partidul Național Liberal       | 8          |                        |                        |                        |                        |                        |                        |                        |                        |
|  | Partidul Social Democrat        | 2          |                        |                        |                        |                        |                        |                        |                        |                        |
|  | Alianța pentru Unirea Românilor | 1          |                        |                        |                        |                        |                        |                        |                        |                        |